# Siete minutos para morir
Siete minutos para morir es un largometraje alemán de 1989 (producido en inglés con el título Seven Minutes ). La película se basó en la novela Georg Elser, einer aus Deutschland. (título original: The Artisan) de Stephen Sheppard, quien también escribió el guion. Fue el debut como director del actor Klaus Maria Brandauer y su tema es el intento de matar a Hitler por parte de Georg Elser,  cuyo papel  también asumió Brandauer. La película no corresponde exactamente con los acontecimientos antes y después del atentado de Elser contra Adolf Hitler y sus seguidores de alto rango el 8 de noviembre de 1939; Brandauer emplea, por ejemplo, un antagonista ficticio por razones dramatúrgicas y Elser tiene una relación con una camarera del Bürgerbräukeller.
La película se estrenó el 19 de octubre de 1989 en Stuttgart  y se transmitió por primera vez en televisión el 6 de noviembre de 1991 en ARD. Un reestreno en los cines alemanes comenzó el 7 de noviembre de 2009. 

## Trama
Se narra la historia de Georg Elser, un relojero suabo y antifascista. Es un hombre tranquilo y retraído que vive y trabaja sin llamar la atención. Su antifascismo sólo se expresa en pequeños gestos. Se niega a hacer el saludo hitleriano y está en contra de la guerra. Sin embargo, fabrica una bomba con la que intenta matar a Adolf Hitler. El 8 de noviembre de 1939, estaba previsto que Hitler pronunciara un discurso en el Bürgerbräukeller de Múnich, la ocasión era el aniversario del intento de golpe de Estado de 1923. Elser quería poner fin a la guerra que acaba de comenzar con un atentado contra Hitler. Consiguió colocar su bomba cerca del atril del local, que si bien detonó, no mató a Hitler, ya que éste se había ido siete minutos antes. El fugitivo Georg Elser fue capturado y enviado al campo de concentración de Dachau, donde fue asesinado el 9 de abril de 1945. 
“Alguien tenía que hacerlo” dijo Johann Georg Elser cuando se le preguntó sobre los motivos de su atentado. 
"Ningún monumento lo conmemora", se dice al final de la película. 

## Elenco
- Klaus Maria Brandauer: Georg Elser
- Rebecca Miller: Anneliese
- Brian Dennehy: Wagner
- Nigel Le Vaillant: Mayer
- Maggie O'Neill: Berta
- Roger Ashton-Griffiths: Wachmann
- Hans-Michael Rehberg: Brechtl
- Dietrich Hollinderbäumer: Seiffert
- Marthe Keller:  Wagner
- Elisabeth Orth:  Gruber
- Hans Stetter: Woywode
- Vadim Glowna: Kaufmann
- Robert Easton: Hecht
- Ralf Richter: SA-Führer

## Reseñas
Evitando la coherencia cronológica y los intentos apresurados de explicación, la película describe a un héroe poco espectacular y en gran parte olvidado de la era nazi. Utilizando medios de cine narrativo apasionante y entretenido, pinta enfáticamente un cuadro del fascismo cotidiano sin diluir la seriedad del tema y las normas morales. 
Lexikon des internationalen Films

## Premios
Los productores de la película recibieron el Premio de Cine Bávaro en 1989. En 1990 la película recibió el Deutscher Filmpreis  en las categorías de mejor actor (Brandauer) y mejor montaje. Ese mismo año, la película recibió el premio Gilde Film del gremio de salas de cine de arte alemanas.

## Recepción
Franz Hirth (* 1929), el sobrino de Elser, que durante mucho tiempo se había negado a hablar de su tío por vergüenza, tomó la decisión de revelarse a Klaus Maria Brandauer inmediatamente después del estreno de la película en Stuttgart. 
Después de la guerra hubo una disputa sobre si Georg Elser había actuado por orden secreta. En la interpretación de Brandauer, se convierte en un héroe popular que simplemente saca las conclusiones correctas y sólo falla por "siete minutos" (como se titula la versión en inglés) en poner fin a la Segunda Guerra Mundial, que Alemania acababa de comenzar. 

## Literatura
- Stephen Sheppard: Georg Elser, einer aus Deutschland. Roman (Originaltitel: The Artisan). Deutsch von Kollektiv Druck-Reif. Goldmann, München 1989, 347 S., ISBN 3-442-09663-4